# Bezirk Besiko
Besiko ist ein Bezirk (distrito) des indigenen Territoriums Ngöbe-Buglé in Panama. Die Einwohnerzahl betrug laut Volkszählung 2023 31.422. Es liegt in der Unterregion Nidrini.

## Gliederung
Der Bezirk Besiko ist administrativ in folgende Corregimientos unterteilt:
- Soloy (Hauptstadt)
- Boca de Balsa
- Cerro Banco
- Cerro de Patena
- Camarón Arriba
- Emplanada de Chorcha
- Nämnoní
- Niba